# The Bohemian Girl

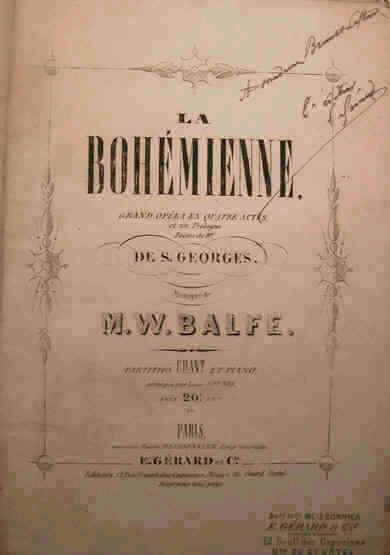
Portata de la partitura impresa
de la versión francesa de la ópera (1869)

The Bohemian Girl (título original en inglés; en español, La chica bohemia) es una ópera en tres actos con música de Michael William Balfe y libreto en inglés de Alfred Bunn, vagamente inspirada en la novela de Cervantes titulada La Gitanilla.
La ópera se estrenó en Londres en el Teatro de Drury Lane el 27 de noviembre de 1843.  La producción se representó durante cien noches y disfrutó de muchas reposiciones por todo el mundo, incluyendo: Nueva York (25 de noviembre de 1844), Dublín (1844), Filadelfia (1844) y Viena (en alemán, 1846). Desde la Segunda Guerra Mundial ha sido representada por el Arts Theatre, Belfast (1978) y por la Opera South en Haslemere en Inglaterra (2008).
El aria más conocida de la pieza es "I Dreamt I Dwelt in Marble Halls" en la que Arline describe sus vagos recuerdos de la infancia. Ha sido grabada por diversos artistas, siendo las versiones más famosas las de Dame Joan Sutherland, y también por la soprano noruega Sissel Kyrkjebø y la cantante irlandesa Enya.  
Esta ópera rara vez se representa en la actualidad; en las estadísticas de Operabase aparece con sólo 1 representación en el período 2005-2010, siendo la primera de Balfe.

## Personajes
| Personaje                       | Tesitura  | Reparto del estreno, 27 de noviembre de 1843 (Director: M.W. Balfe ) |
| ------------------------------- | --------- | -------------------------------------------------------------------- |
| Arline, hija del conde Arnheim  | soprano   | Payne (acto I); Elizabeth Rainforth (actos II y III))                |
| Thaddeus, un fugitivo polaco    | tenor     | William Harrison                                                     |
| Conde Arnheim                   | barítono  | Conrado Borrani                                                      |
| Reina de los gitanos            | contralto | Betts                                                                |
| Devilshoof, jefe de los gitanos | bajo      | Stretton                                                             |
| Florestein, sobrino del conde   | tenor     | James Hudson                                                         |
| Buda, sirviente de Arline       | soprano   | Payne                                                                |
| Capitán de la Guardia           | bajo      | Howell                                                               |
| Oficial                         | tenor     | Binge                                                                |
| Primero gitano                  |           | Birt                                                                 |
| Segundo gitano                  |           | T. Ridgway                                                           |

## Argumento

### Acto I
Un noble polaco, Thaddeus, está exiliado en Austria, se une a una banda de gitanos. Salva a Arline, la hija de seis años del conde Arnheim, de un ciervo que está a punto de matarla. El conde, agradecido, le invita a un banquete, donde Thaddeus rechaza brindar por el emperador austriaco, en lugar de ello lanza el vino contra un busto del mismo, y escapa de su enfurecido huésped con la ayuda de su amigo gitano Devilshoof, quien rapta a Arline.

### Acto II
Han pasado doce años. Arline solo recuerda vagamente su noble pasado. Ella y Thaddeus están enamorados, pero la Reina de los gitanos también está enamorada de él. Al sobrino de Arnheim, Florestein, le gusta Arline sin reconocerla, pero la Reina coloca un medallón robado a Florestein sobre Arline. Florestein reconoce el medallón y hace que la arresten. La llevan delante del Conde, que es el juez, y éste descubre una cicatriz en el brazo de la gitana, originada por la herida que le causó el ciervo. Así reconoce a la joven gitana como su hija desaparecida.

### Acto III
Arline está en un baile en el castillo de su padre, cuando siente nostalgia de su crecimiento entre los gitanos y su verdadero amor. Thaddeus irrumpe en el castillo a través de una ventana y pide su mano. Al final se gana la confianza del conde a quien insultó doce años antes, y el conde les da su bendición, tras descubrir que se trata en realidad de un noble polaco exiliado, y no un gitano. La Reina de los gitanos sigue a Thaddeus al castillo e intenta entrar por la misma ventana para matar a Arline con un mosquete y secuestrar a Thaddeus. Antes de que ella pueda ejecutar su plan, sin embargo, Devilshoof intenta quitarle el arma y ella resulta accidentalmente muerta en el forcejeo.

## Números musicales
| Acto I 1. "Up with the Banner, and Down with the Slave" 2. "'Tis Sad to Leave Our Fatherland" 3. "In the Gypsy's Life" 4. "Is No Succour Near at Hand?" 5. "Down with the Daring Slave" 6. "What Sound Breaks on the Ear?" 7. "Follow, Follow" Acto II 8. "Silence, Silence" 9. "Wine, Wine!" 10. "I Dreamt I Dwelt in Marble Halls" 11. "The Secret of Her Birth" | 12. "Happy and Light of Heart Are Those" 13. "'Tis Gone, the Past Was All a Dream" 14. "Come with the Gipsy Bride" 15. "Life Itself Is, at the Best" 16. "To the Hall!" 17. "That Grief May Call Its Own" 18. "Hold! Hold! We Cannot Give the Life We Take" Acto III 18. "You'll Remember Me" 19. "Through All the World Thou Wilt Fly, My Love" 20. Welcome to the Present" 21. "Oh, What Full Delight" |

## Versiones filmadas
En el Reino Unido se hizo una versión muda en 1922.  Ellen Terry, más conocida como actriz teatral, hizo su última aparición en la pantalla como Buda la niñera.  Ivor Novello interpreta a Thaddeus, Gladys Cooper a Arline y C. Aubrey Smith es Devilshoof.
Una versión acortada pero con sonido de la ópera se filmó en el Reino Unido en 1927, con Pauline Johnson como Arline y Herbert Langley como Thaddeus.
La versión más conocida es sin duda un largometraje de Laurel y Hardy en 1936, descrita en los créditos iniciales como "Una versión cómica de The Bohemian Girl". Los personajes interpretados por Laurel y Hardy no aparecen en la ópera, ni tampoco está Thaddeus en la película.
La gitanilla en sí ha sido filmada tres veces, pero nunca en inglés.

## Obertura
Arthur Fiedler y la Orquesta Boston Pops grabaron la obertura de esta ópera para el sello RCA Victor en 1958 para un álbum titulado "Boston Tea Party," que fue lanzado en LP en estéreo y digitalmente remasterizada para un lanzamiento posterior en cedé.

## Otras referencias
The Bohemian Girl es mencionada en los cuentos Clay y Eveline de James Joyce incluidos en Dublineses.  En Clay, el personaje Maria canta algunas líneas de "I dreamt I dwelt in marble halls."  Este aria también amarece mencionada en la novela de Joyce Finnegans Wake.
La ópera es mencionada, así como el aria, en varias ocasiones en la novela Dragonwyck, por Anya Seton, ambientada en 1844.  La canción también aparece en la versión filmada del libro.
Willa Cather también menciona la obra. Uno de sus cuentos, titulado The Bohemian Girl, incorpora citas de algunas de las arias (incluyendo, de nuevo, "I dreamt I dwelt in marble halls").  La trama de la historia también tiene algunos paralelismos sustanciales con el original.
El aria "I Dreamt I Dwelt in Marble Halls" es cantada en la película La edad de la inocencia. El aria también es interpretada y cantada por el personaje de Clementina Cavendish en la película de 1998 The Governess.

## Grabaciones
Existen varias grabaciones de "I dream I dwelt in marble halls", destacando quizá por encima de todas la de Joan Sutherland en su disco recopilatorio "La Stupdenda".  El marido de Sutherland, Richard Bonynge hizo una grabación completa de la ópera con su protegida Nova Thomas, en el papel titular. Es una de las pocas grabaciones íntegras de toda la ópera y aún está disponible en via ArkivMusic Archivado el 4 de octubre de 2012 en Wayback Machine..
Balfe: The Bohemian Girl, Orquesta Sinfónica Nacional de Irlanda, Coro Filarmónico RTÉ
- Director: Richard Bonynge
- Cantantes principales: Nova Thomas (Arline), Patrick Power (Thaddeus), Jonathan Summers (Conde Arnheim), Bernadette Cullen (Reina de los gitanos), John del Carlo (Devilshoof), Timothy German (Florestein)
- Fecha y lugar de grabación: enero de 1991, National Concert Hall, Dublín
- Sello: Argo, 433 324-2 (2 cedés)